# Вер, Эдуард де, 17-й граф Оксфорд
Эдуард де Вер (англ. Edward de Vere, 17th Earl of Oxford, 12 апреля 1550, Хедингемский замок — 24 июня 1604, Хакни, Лондон) — английский государственный деятель, 17-й граф Оксфорд, лорд Балбек, Лорд великий камергер в 1562—1604 годах при дворе королевы Елизаветы I.
Известность в популярной культуре получил благодаря версии, которую высказал в 1920 году английский педагог и церковный деятель Джон Томас Луни и согласно которой настоящим автором произведений, приписываемых Уильяму Шекспиру, на самом деле является 17-й граф Оксфорд. Сторонники этой теории, не признанной научным сообществом из-за несоответствия критериям научности, называют себя «оксфордианцами». Они разделяют автора драматургических произведений, писавшего под псевдонимом Shakespeare, и актёра Shaksper, живших примерно в одно и то же время (см. шекспировский вопрос). «Оксфордианская» версия во второй половине XX века стала наиболее популярной из «нестратфордианских» теорий авторства шекспировских текстов и нашла отражение в фильме Роланда Эммериха «Аноним» (2011).

## Биография
Представитель одного из величайших дворянских родов в истории Англии, глава которого с XII по XVIII века носил титул графа Оксфорда. Эдуард де Вер осиротел в возрасте 12 лет, когда умер его отец, и мальчик унаследовал титулы графа Оксфорда и лорда великого камергера. Как для сироты высокого рода его опекуном выступила английская корона, воспитывался он в доме сэра Уильяма Сесила, 1-го барона Бёрли, лорда-казначея, члена Государственного совета при королеве Елизавете I и её ближайшего советника. Сторонники «оксфордианской» версии видят в бароне Бёрли прообраз Полония из трагедии «Гамлет». Эдуард получил у Бёрли отличное образование, знал французский и латинский языки.
В конце 1560-х годов Эдуард де Вер прибывает к королевскому двору. В 1564 году он становится бакалавром Куинз-колледжа Кембриджского университета, в 1566 году — магистром Оксфордского университета. С 1567 года он получает юридическое образование при адвокатской коллегии в Лондоне Грей Инн. Впрочем, согласно историку Алану Нельсону, де Вер свои университетские звания «получил незаслуженно». 23 июля 1567 года де Вер, во время урока фехтования с закройщиком Эдвардом Байнамом во дворе дома Сесила, убивает безоружного повара Томаса Бринкнелла. На последующем судебном процессе было «решено», что покойный сам набежал на обнажённую шпагу де Вера, чем совершил самоубийство (одним из присяжных на этом суде был хронист Рафаэль Холиншед, материалами которого постоянно пользовался У. Шекспир при написании своих произведений).

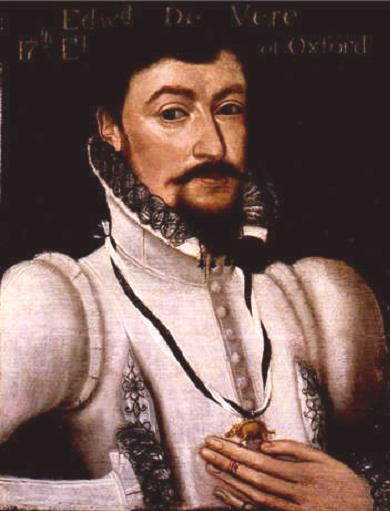
Эдуард де Вер, 17-й граф Оксфорд. Портрет работы Маркуса Герардса-младшего

19 декабря 1571 года де Вер женится на 15-летней дочери Сесила, Анне. Сэр Уильям Сесил в 1571 году был удостоен титула барона, что сократило разницу в ранге между ним и графом Оксфордом. В этом браке родилось 5 детей, из них 3 дочери дожили до совершеннолетия. В 1575—1576 годах Оксфорд совершает 14-ти месячное путешествие в Европу, он посещает Германию, Францию и Италию, где находится с мая 1575 года по март 1576 года. Был известен своими симпатиями к католицизму. По возвращении в Англию его корабль был захвачен пиратами и разграблен, сам же граф чудом избежал смерти. Дома открылась неверность его жены, родившей в его длительное отсутствие ребёнка.
В 1580 году де Вер обвинил перед королевой нескольких своих знакомых-католиков в заговоре и предательстве, в то же время отрицая свою принадлежность к католическому вероучению. В свою очередь, его бывшие «друзья» предъявили целый список обвинений де Вера в «преступлениях», в том числе в намерении убить целый ряд придворных (в том числе фаворитов королевы сэра Филиппа Сидни, сэра Роберта Дадли и др.). Хотя эти обвинения никто не воспринял всерьёз, всё же репутация графа Оксфорда в глазах королевы была подмочена. В 1581 году де Вер был уличён во внебрачной связи с Анной Вавасур, родившей от него ребёнка, и на короткое время был заключён в Тауэр, так как это его приключение привело к длительной вражде с дядей Вавасур, сэром Томасом Найветтом, закончившейся схваткой с тремя убитыми и несколькими ранеными. Граф сам был на одной из дуэлей тяжело ранен, что стало причиной его хромоты. Вражда была прекращена лишь после личного вмешательства королевы. На Рождество 1581 года де Вер примирился с женой, и с тех пор они жили вместе.
В 1585 году граф Оксфорд командует войсками в Нидерландах, в 1588 году он участвует в разгроме испанской Великой армады. В том же году умирает, в возрасте 32 лет, его первая жена, Анна Сесил. В 1591 году де Вер женится вторично, на Элизабет Трентам, одной из приближённых королевы.
Эдуард де Вер растратил своё состояние и оказался на пороге разорения. В 1586 году королева Елизавета предоставила ему ежегодную пенсию в 1 000 фунтов, которую выплачивал и после её смерти король Яков I. Предполагается, что эта сумма ему выдавалась в связи с тем, что с 1580 года граф постоянно поддерживал, в том числе и материально, целую группу поэтов, драматургов и актёров. В поздние годы своей жизни де Вер всё больше уходит в театральную и литературную жизнь. Он известен как меценат и многолетний покровитель ряда писателей и поэтов, таких как Эдмунд Спенсер, Артур Голдинг, Роберт Грин и др. Поэты Джон Лили и Энтони Манди на протяжении ряда лет служили у графа секретарями. Кроме этого, де Вер и сам был известным поэтом елизаветинской эпохи.

## Доводы «оксфордцев» и «стратфордцев»
Среди современных сторонников нестратфордианской версии граф Оксфорд считается наиболее подходящим кандидатом на авторство шекспировских произведений. Сторонники идеи о его авторстве приводят различные доводы своей правоты. Прежде всего, они находят схожесть между событиями, описываемыми в пьесах Шекспира, и реальными фактами из жизни де Вера. Так, он являлся зятем барона Бёрли, якобы прообраза Полония из «Гамлета»; дочь самого де Вера была помолвлена с Генри Ризли как раз в то время, когда, как считает большинство исследователей, были написаны первые сонеты Шекспира. Де Вер был приближённым королевы, человеком, прекрасно знавшим придворную жизнь и обычаи. К тому же был признанным драматургом и поэтом. В сохранившихся письмах граф Оксфорд высказывает мысли и идеи, схожие с изложенными в шекспировских произведениях; в его личной Библии отмечены места с комментариями его рукой, якобы совпадающими с цитатами из пьес великого драматурга.
Одним из решающих козырей «стратфордцев» (сторонников авторства Уильяма Шекспира) является датировка его произведений. Так, граф Оксфорд скончался 24 июня 1604 года, в то время как 11 произведений Шекспира были написаны позднее этой даты (в том числе пьесы «Буря» 1610 года и «Генрих VIII» 1613 года). «Оксфордцы» же настаивают на изначально ошибочной датировке этих сочинений. Кроме этого, «стратфордцы» справедливо указывают на тот факт, что в своих произведениях Шекспир практически никогда не пользовался ссылками на Библию, что обесценивает цитаты из молитвенника графа Оксфорда как доказательства. Френсис Мерес в 1598 году, перечисляя комедиографов своего времени, называет Оксфорда и Шекспира в одном ряду как двух разных авторов. Сторонники общепринятой в науке точки зрения подчёркивают также, что оксфордианцы обычно сильно преувеличивают литературные таланты своего героя, и что похвалы ему, расточаемые некоторыми современниками, связаны с его высоким общественным положением.

## Литература

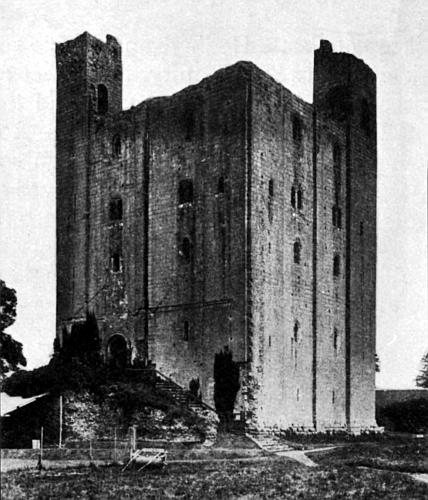
Хедингем — родовой замок де Веров в Эссексе, фото начала XX века

### Сочинения
- Edward de Veres Lyrik. Laugwitz, Buchholz 2005, ISBN 3-933077-13-3.

### Биографии
- Capt. Bernard M. Ward: The Seventeenth Earl of Oxford. John Murray, London 1928.
- Alan H. Nelson: Monstrous Adversary. The Life of Edward de Vere, 17th Earl of Oxford. Liverpool University Press, Liverpool 2003, ISBN 0-85323-678-X.
- Mark Anderson: «Shakespeare» by Another Name. The Life of Edward de Vere, Earl of Oxford, the Man Who Was Shakespeare. Gotham, New York 2005, ISBN 1-59240-103-1.
- Kurt Kreiler: Der Mann, der Shakespeare erfand: Edward de Vere, Earl of Oxford (1550—1604). Insel, Frankfurt am Main 2009, ISBN 978-3-458-17452-3

### Шекспироведение
- John Thomas Looney: «Shakespeare» Identified in Edward de Vere, Seventeenth Earl of Oxford. Cecil Palmer, London 1921, (3rd revised, annotated edition: Ruth Loyd Miller (издатель.): Kennikat Press u. a., Port Washington NY u. a. 1975, ISBN 0-8046-1877-1).
- Charlton Ogburn jr.: The mysterious William Shakespeare the myth and the reality. 2. Auflage. EPM, McLean 1992, ISBN 0-939009-67-6.
- Georg Blume: Der falsche und der wahre Shakespeare. Bericht über ein neuen Shakespeare nach J. Thomas Looney sowie Dorothy und Charlton Ogburn. Verlag Max-Stirner-Archiv, Leipzig 2000, ISBN 3-933287-38-3.
- Joseph Sobran: Genannt: Shakespeare. Die Lösung des größten literarischen Rätsels. DuMont, Köln 2002, ISBN 3-8321-5952-5.
- Walter Klier: Der Fall Shakespeare. Die Autorschaftsdebatte und der 17. Graf von Oxford als der wahre Shakespeare. Laugwitz, Buchholz 2004, ISBN 3-933077-15-X.

## В кино
- Michael Peer: Заговор «Шекспир», 1999 г.
- Аноним / Anonymous (2011; Великобритания, Германия, США) режиссёр Роланд Эммерих, в роли Эдуарда Люк Томас Тейлор (в детстве), Джейми Кэмпбелл Бауэр (в молодости), Рис Иванс (в зрелом возрасте).